# Младеначка торта
Младеначка торта је традиционална торта која се служи на свадби након вечере. У неким деловима Енглеске служи се за доручак, али то не значи да ће се обед одржати ујутро, већ у време након церемоније истог дана. У модерној западној култури торта је обично изложена и служи се гостима на рецепцији. Традиционално су се израђивале свадбене торте како би се свим гостима и пару донела срећа. Међутим, данас су они централни део венчања и нису увек ни послужени гостима. Неке торте су направљене са само једним јестивим слојем који млада и младожења могу да деле, али то је ретко јер је разлика у цени између лажних и стварних слојева минимална.

## Основне информације
Младеначке торте се разликују у величини, у зависности од броја гостију које треба да послужи. Савремени посластичари и дизајнери колача користе разне састојке и алате за стварање торте која обично одражава личности пара. Марципан, шећерна паста, маслац и чоколада су међу популарним састојцима који се користе. Торте се разликују у цени, заједно са величином и компонентама. Колачи се обично одређују по особи или по резину. Цене се могу разликовати по особи или парчету, у зависности од посластичара који је ангажован да направи торту. Младеначке торте и украшавање, уопште, постали су одређени симбол популарнe културe у западном друштву.

## Историја
Сматра се да су прве младеначке торте прављене у Старој Грчкој.
Савремена младеначка торта израсла је из неколико различитих етничких традиција. Једна од првих традиција почела је у Старом Риму, где се колач од пшенице или јечма ломио преко невестине главе да би донео срећу пару.

### Ране модерне европске свадбене торте
Током 16. до 17. века, на већини венчања служила се „младеначка пита“. За разлику од модерне слатке торте, пита је слана. Пита је прављена са кором од пецива и пуњеним асортиманом острига, борових коштица и петлова (из рецепта Роберта Меја из 1685.). За Мејов рецепт постоји одељак за питу за невесте који је испуњен живим птицама или змијом како би гости провели време на свадби када секу питу за столом. Од гостију се очекивало да из љубазности добију комад. Сматрало се веома непристојним и лошом срећом не јести питу. Једна традиција пите била је да се у средину стави стаклени прстен и девојка која га нађе би се следећа удала, слично модерној традицији хватања бидермајера.
У 17. веку су направљене две торте: једна за младу и једна за младожењу. Младожењина торта би пала у немилост јер је младина торта постала главна торта за догађај. Када су две торте сервиране заједно, младожењина торта је обично била тамније боје, богата воћна торта и генерално много мања од невестине торте. Младина торта је обично била обична торта са белом глазуром јер је бела била знак невиности и чистоте.
Торта је првобитно била луксузни предмет, знак славља и друштвеног статуса (што је торта већа, то је већи друштвени положај). Младеначке торте у Енглеској и раној Америци традиционално су биле воћне, често поређане и преливене марципаном и глазуром. Резање торте било је важан део пријема. Бела глазура је такође била симбол новца и друштвеног значаја у викторијанско доба, па је бела торта била веома пожељна.

## Симболизам
Младеначке торте су вековима присутне на свадбеним обредима. Они нису увек били у фокусу догађаја и често су долазили у различитим облицима, попут пите или хлеба. Са свадбеном тортом је увек било много симболике. Најранија позната слатка торта је позната као Банбури торта, која је постала популарна 1655. године.
Бела боја је везана за церемоније венчања још од викторијанског доба када је краљица Викторија одлучила да носи белу чипкасту венчаницу на венчању са принцом Албертом 1840. године. Краљица Викторија је нагласила постојећи симбол, а бела боја се често повезивала са невиношћу и чистоћом у западној култури. Уобичајена боја младеначке торте, првобитно позната као невестина торта, постала је бела јер је торта требала да одражава невесту и скупе састојке које је породица могла да приушти, попут рафинираног белог шећера. 
У Кини пар започиње сечење вишеслојне торте са најнижег нивоа, а прве комаде даје родитељима и другим прецима, као симболичан начин почасти свог места као темеља породице.

## Алтернативе
Уместо или поред младеначке торте, неки људи више воле да послужују друге посластице, попут пецива или колача. Уместо вишеслојне младеначке торте, неке свадбе имају штандове са више нивоа на које се постављају колачићи. Јефтинији од вишеслојне младеначке торте, колачићи су такође свестрани по томе што могу имати више укуса, боја и дизајна.

## После венчања
У Европи у 19. веку колачи који су се пекли за крштење детета били су слични свадбеним колачима. На крају, пошто су се младеначке торте углавном правиле од воћне торте, која би се добро чувала, и пошто је прва беба често рођена у року од годину дана или мало после венчања, постало је традиционално да се горњи део младеначке торте чува за јело у част прославе рођења првог детета. У новије време, неки људи замрзну парче торте и сачувају га до своје прве годишњице.

## Галерија
- Младеначка торта украшена шумским воћем
- Бети и Џералд Форд секу торту поводом 27 година брака
- Младеначка торта украшена јестивим ружама
- Торта на венчању Џуди Гарланд
- Младеначка торта на венчању Роналда и Ненси Реган.
- Младеначка торта на три спрата
- Младеначка торта из Скандинавије
- Младеначка торта са венчања Краља Чарлса III и принцезе Дајане
- Младеначка торта у стилу путовања по свету.
- Младеначка торта из 1998.
- Младеначка торта украшена листићима